# Euxestonotus
Euxestonotus är ett släkte av steklar som beskrevs av Fouts 1925. Euxestonotus ingår i familjen gallmyggesteklar.

## Dottertaxa tillEuxestonotus, i alfabetisk ordning[1][2]
- Euxestonotus achilles
- Euxestonotus acuticornis
- Euxestonotus agamemnon
- Euxestonotus ariel
- Euxestonotus astraea
- Euxestonotus berolina
- Euxestonotus brevicornis
- Euxestonotus callisto
- Euxestonotus ceres
- Euxestonotus charon
- Euxestonotus clavicornis
- Euxestonotus deimos
- Euxestonotus dione
- Euxestonotus eros
- Euxestonotus error
- Euxestonotus flavipes
- Euxestonotus ganymedes
- Euxestonotus hasselbalchi
- Euxestonotus hebe
- Euxestonotus hektor
- Euxestonotus io
- Euxestonotus japetus
- Euxestonotus juno
- Euxestonotus mimas
- Euxestonotus miranda
- Euxestonotus nestor
- Euxestonotus nitidus
- Euxestonotus oberon
- Euxestonotus pallas
- Euxestonotus parallelus
- Euxestonotus patrokles
- Euxestonotus phobos
- Euxestonotus photographica
- Euxestonotus pilipterus
- Euxestonotus pini
- Euxestonotus priamus
- Euxestonotus rhea
- Euxestonotus risbeci
- Euxestonotus rufidens
- Euxestonotus stephania
- Euxestonotus thetys
- Euxestonotus titan
- Euxestonotus umbriel
- Euxestonotus vesta